# Pyrgospira obeliscus
Pyrgospira obeliscus é uma espécie de gastrópode do gênero Pyrgospira, pertencente a família Pseudomelatomidae.